# Drew Scott
Andrew Alfred Scott (Vancouver, 28 de abril de 1978) más conocido como Drew Scott es un decorador, agente inmobiliario y empresario canadiense, más conocido por ser el copresentador (junto con su hermano gemelo Jonathan) de la serie de televisión Property Brothers. El programa de renovación de viviendas, que es producido por Cineflix Media, cuenta con Drew como el agente de bienes raíces y Jonathan como el contratista. 
El éxito del programa ha dado lugar a varios spinoffs, como Buying and Selling,the Brother vs. Brother y Property Brothers: at Home. Scott (junto con sus dos hermanos) es también cofundador de Scott Brothers Entertainment, que crea y produce programas de televisión, películas y contenido digital.  Además, los mellizos han lanzado la marca de estilo de vida Scott Living y su filial, Dream Homes.
Scott participa en actividades benéficas y filantrópicas. Reside en Los Ángeles con su esposa, Linda Phan. La pareja tuvo un programa de televisión en HGTV llamado Hermanos a la obra: Drew se nos casa, que relató la renovación de su hogar, así como un programa en TLC llamado Drew y Linda Say I Do, que mostraba los preparativos de su boda que se ofició en mayo de 2018 en Italia.
Realizó la película navideña "Desfile de Navidad".
En España sus programas de reformas de emiten en los canales de televisión Divinity, DKISS, Ten (canal de televisión) y Decasa.

## Trayectoria
Drew Scott es protagonista de una serie de TV basada en la compra, renovación y venta de viviendas que se llama La Casa de Mis Sueños.
En 2004 fundó Scott Real Estate, Inc., una compañía que supervisa la venta y construcción de proyectos residenciales y comerciales con oficinas en Vancouver, Calgary y Las Vegas. Drew y Jonathan comenzaron a comprar y renovar propiedades cuando eran adolescentes.
Compró junto a su gemelo su primera casa cuando tenían 18 años; renovada, la vendieron un año después, mientras asistían a la universidad, con una ganancia de $50 000. Sin embargo, antes de dedicarse profesionalmente a bienes raíces, los hermanos probaron suerte como actores. Tanto Jonathan como Drew aparecieron en el programa de televisión canadiense Breaker High. Drew tuvo un papel en Smallville. Los dos también hicieron improvisación cómica. Decidieron volver a la universidad para estudiar construcción y diseño. Su negocio pronto creció y se les propuso hacer el programa de televisión.
Ambos hermanos son agentes inmobiliarios con licencia. Drew obtuvo su licencia a principios de 2004, y sigue siendo un agente con Keller Williams Elite en la Columbia Británica. Para el show Drew aparece como agente de bienes raíces y Jonathan como contratista.

### Los gemelos Scott en el golf
Drew y Jonathan Scott son idénticos incluso a la hora de jugar al golf, a la hora de hacer hoyo en uno, ya que ambos hicieron uno en Hacker Haven, un campo de pares 3 cercano a la casa donde crecieron.

### Trayectoria TV
- No odies tu casa con los Property Brothers, Serie: Reality, 2024
- Los gemelos reforman dos veces: Edición Celebrity, Serie: Reality, 2020
- Hermanos de propiedad: hogar para siempre, Serie: Reality, 2016
- Los hermanos toman Nueva Orleans, Serie: Reality, 2013
- Los gemelos decoran dos veces, Serie: Reality, 2012
- La casa de mis sueños: Vender para comprar, Serie: Reality, 2011
- Los gemelos reforman dos veces, Serie: Reality, 2011

Se emiten en versión original en los 56 países pertenecientes a Mancomunidad de Naciones más Estados Unidos, Irlanda y Zimbabue. Su país original es Canadá.

## Vida personal
Conoció a su mujer, Linda Phan, en un evento de la Semana de la Moda de Toronto en 2010. Comenzaron a vivir juntos a principios de 2014 en la casa de Las Vegas que comparte con su gemelo. Sin embargo, la pareja ha indicado que son unos "adictos al trabajo" y que pasan poco tiempo en su casa. Se comprometieron el 13 de diciembre de 2016, y se casaron en Italia el 12 de mayo de 2018. La ceremonia incorporó elementos de las culturas de sus respectivas ascendencias, escocesa y china, y todo el enlace fue grabado para el programa Drew and Linda Say I Do, emitido el 2 de junio de 2018 por TLC. Drew coescribió una canción (junto a Victoria Shaw y Chad Carlson) para su mujer llamada "You Chose Me" y la interpretó en la boda. El vídeo musical fue lanzado en YouTube el 2 de junio de 2018. En octubre de 2017 se mudaron a Los Ángeles, California, con la idea de crear una familia. En diciembre de 2021 anunciaron que estaban esperando su primer hijo. Su hijo, Parker James Scott, nació el 4 de mayo de 2022. En enero de 2024 anunciaron que iban a ser padres por segunda vez. Su hija Piper Rae nació el 5 de junio de 2024.
Aunque no es un ciudadano estadounidense, Scott tiene una ideología demócrata. Apoyó a Hillary Clinton en su candidatura de 2016.
Desde su juventud practica baloncesto a diario. Scott también ha hablado de su estilo de vida saludable y de que practica ejercicio constantemente. Tiene un cinturón negro en karate. Es fan de la serie The Walking Dead y, desde en 2016 es comentarista de Talking Dead, un programa que habla de la serie y su relación con la propiedades inmobiliarias.